# Trichoplasta bouceki
Trichoplasta bouceki är en stekelart som först beskrevs av Lubomir Masner 1960.  Trichoplasta bouceki ingår i släktet Trichoplasta, och familjen glattsteklar. Arten är reproducerande i Sverige.